# Władimir Konstantinow
Władimir Nikołajewicz Konstantinow (ros. Владимир Николаевич Константинов, ur. 19 marca 1967 r. w Murmańsku w ZSRR obecnie w Rosji) – były zawodowy rosyjski hokeista grający na pozycji obrońcy. Ostatnio występował w barwach Detroit Red Wings. 
Zakończył karierę w 1997 roku, gdy poważnie ucierpiał w wypadku samochodowym. 13 czerwca wraz z Wiaczesławem Fietisowem oraz dwoma innymi osobami wracali limuzyną z przyjęcia z okazji zdobycia Pucharu Stanleya przez drużynę Detroit Red Wings (w której wtedy grał), w pewnym momencie kierowca limuzyny stracił panowanie nad kierownicą i uderzył w drzewo. Doznał ciężkiego urazu głowy co uniemożliwiło mu kontynuowanie kariery hokeisty.

## Statystyki
| 1984-1985 | CSKA Moskwa       | RSL       | 40  | 1  | 4   | 5   | 10  | -- | -- | -- | -- | --  |
| 1985-1986 | CSKA Moskwa       | RSL       | 26  | 4  | 3   | 7   | 12  | -- | -- | -- | -- | --  |
| 1986-1987 | CSKA Moskwa       | RSL       | 35  | 2  | 2   | 4   | 19  | -- | -- | -- | -- | --  |
| 1987-1988 | CSKA Moskwa       | RSL       | 50  | 3  | 6   | 9   | 32  | -- | -- | -- | -- | --  |
| 1988-1989 | CSKA Moskwa       | RSL       | 37  | 7  | 8   | 15  | 20  | -- | -- | -- | -- | --  |
| 1989-1990 | CSKA Moskwa       | RSL       | 47  | 14 | 13  | 27  | 44  | -- | -- | -- | -- | --  |
| 1990-1991 | CSKA Moskwa       | RSL       | 45  | 5  | 12  | 17  | 42  | -- | -- | -- | -- | --  |
| 1991-1992 | Detroit Red Wings | NHL       | 79  | 8  | 25  | 33  | 172 | 11 | 0  | 1  | 1  | 16  |
| 1992-1993 | Detroit Red Wings | NHL       | 82  | 5  | 17  | 22  | 137 | 7  | 0  | 1  | 1  | 8   |
| 1993-1994 | Detroit Red Wings | NHL       | 80  | 12 | 21  | 33  | 138 | 7  | 0  | 2  | 2  | 4   |
| 1994-1995 | Detroit Red Wings | NHL       | 47  | 3  | 11  | 14  | 101 | 18 | 1  | 1  | 2  | 22  |
| 1995-1996 | Detroit Red Wings | NHL       | 81  | 14 | 20  | 34  | 139 | 19 | 4  | 5  | 9  | 28  |
| 1996-1997 | Detroit Red Wings | NHL       | 77  | 5  | 33  | 38  | 151 | 20 | 0  | 4  | 4  | 29  |
| NHL razem | NHL razem         | NHL razem | 446 | 47 | 127 | 174 | 838 | 82 | 5  | 14 | 19 | 107 |

## Sukcesy
Klubowe
- Puchar Stanleya z Detroit Red Wings – 1997

Indywidualne
- Wybrany do NHL All-Rookie Team – 1992
- Wybrany do drugiej drużyny All-Star Team – 1996
- NHL Plus/Minus Award – 1996

Wyróżnienia
- Zasłużony Mistrz Sportu ZSRR w hokeju na lodzie: 1989